# 红安县苏维埃政府
红安县苏维埃政府，原称黄安县苏维埃政府，成立于1927年11月18日。

## 历史
1927年8月7日，中国共产党中央政治局委员在武汉召开紧急会议，确立土地革命和武装反抗国民党屠杀的方针，决定在农民运动基础好的地方举行秋收起义，夺取政权。1927年9月，中共黄安县委和麻城县委发起“九月暴动”。
1927年10月下旬，中国共产党湖北省委员会派王志仁任鄂东特委书记，随即在湖北黄安七里坪成立中共黄麻特委和鄂东革命委员会，重组中共黄安县委和麻城县委，建立黄麻暴动行动指挥部，发动和组织黄安、麻城地区的农民革命武装起义。1927年11月13日，中共鄂东特委在黄安召开中共活动分子大会，黄麻两县的农民自卫军、黄安七里区和紫云区义勇队等与会，王志仁向与会代表传达湖北省委的指示，决定举行黄麻暴动，夺取黄安县城，建立农民政权和工农革命武装。
1927年11月14日晨，黄麻暴动爆发，中共武装顺利占领黄安县城。1927年11月18日，黄安县苏维埃政府“黄安县农民政府”和中国工农革命军鄂东军成立，曹学楷任黄安县农民政府主席，中国工农革命军鄂东军主要领导人有潘忠汝、吴光浩、戴克敏、刘文蔚、汪奠川。12月5日，国民政府武装大举进攻黄安，起义军民不敌突围。鄂东军突围后在黄陂木兰山一带游击，1928年1月改称第七军，4月重返起义区，7月奉命改编为中国工农红军第十一军三十一师，黄麻光边界地区武装割据，创立鄂豫边革命根据地。
1. ↑  赵斌; 阮景润; 袁燕. . 湖北党史网. 2023-03-01  [2023-12-06]. （原始内容存档于2023-12-07）.